# 薩米特鎮區 (愛荷華州馬里昂縣)
薩米特鎮區（英語：Summit Township）是位於美國愛荷華州馬里昂縣的一個行政鎮區。

## 地方資料
根據2010年美國人口普查的數據，薩米特鎮區的面積為114.78平方千米，當中陸地面積為103.24平方千米，而水域面積為11.54平方千米。當地共有人口1444人，而人口密度為每平方千米12.58人。